# Rudolf Halin
Rudolf Halin (Krefeld, 3 febbraio 1934 – Mölln (Schleswig-Holstein), 14 novembre 2014) è stato un matematico tedesco, allievo di Klaus Wagner e di Karl Dörg.

## Biografia
Nativo del quartiere di Uerdingen, nel 1962 conseguì il dottorato all'Università di Colonia con la supervisione di Klaus Wagner e di Karl Dörg. Successivamente, iniziò la carriera accademica nella facoltà di matematica dell'Università di Amburgo.
I suoi principali contributi alla teoria dei grafi riguardano i grafi infiniti: la definizione del fine di un grafo infinito, il teorema della griglia di Halin, la generalizzazione del Teorema di Menger ai grafi infiniti, le ricerche pionieristiche sull'ampiezza dei grafi ad albero e la mappatura dei grafi in tale tipologia, i grafi di Halin (una classe costruiti sui grafi ad albero connettendo un cerchio alle foglie di un albero dato).

Precedenti ricerche avevano studiato la sottoclasse dei grafi cubici di Halin, il quale fu il primo a studiarli nella loro generalità.
Il matematico tedesco si spense il 14 novembre 2014 a Mölln.

## Riconoscimenti
- 1994: conferenza all'Università di Amburgo in occasione del 60º anniversario dalla nascita[7];
- 2017: numero speciale della rivista  Abhandlungen aus dem Mathematischen Seminar der Universität Hamburg pubblicato in suo onore.[8]

## Opere selezionate

### Paper di ricerca
- R. Halin, Über unendliche Wege in Graphen, in Mathematische Annalen, vol. 157, n. 2, 1964,  pp. 125-137, DOI:10.1007/bf01362670, MR 0170340.
- R. Halin, Über die Maximalzahl fremder unendlicher Wege in Graphen, in Mathematische Nachrichten, vol. 30, 1965,  pp. 63-85, DOI:10.1002/mana.19650300106, MR 0190031.
- R. Halin, Studies on minimally n-connected graphs, in Combinatorial Mathematics and its Applications (Proc. Conf., Oxford, 1969), London, Academic Press, 1971,  pp. 129-136, MR 0278980.
- R. Halin, A note on Menger's theorem for infinite locally finite graphs, in Abhandlungen aus dem Mathematischen Seminar der Universität Hamburg, vol. 40, 1974,  pp. 111-114, DOI:10.1007/BF02993589, MR 0335355.
- R. Halin, S-functions for graphs, in Journal of Geometry, vol. 8, 1976,  pp. 171-186, DOI:10.1007/BF01917434, MR 0444522.

### Libri di testo
- Halin, R., Graphentheorie. vol. I (1980) e volume II (1981) pubblicati in 1980 dalla casa editrice Wissenschaftliche Buchgesellschaft[9], ai quali seguì una seconda edizione nel 1989 a cura dell'editore Wissenschaftliche Buchgesellschaft.[10]